# Нуова Ђибелина (Трапани)
Нуова Ђибелина је насеље у Италији у округу Трапани, региону Сицилија.
Према процени из 2011. у насељу је живело 4260 становника. Насеље се налази на надморској висини од 236 м.